# Udaj
Udaj (in ucraino Удай) è un fiume nel bassopiano di Prydniprov, affluente di destra del fiume Sula. La lunghezza del fiume è di 327 km, il bacino idrografico è di 7.030 km². L'alimentazione del fiume deriva principalmente dallo scioglimento delle nevi invernali. Il fiume è congelato da fine novembre-inizio dicembre alla seconda metà di marzo.

## Usi
Il fiume è usato per la distribuzione dell'acqua potabile, per l'irrigazione e per la pesca.

## Geografia
Il fiume attraversa i seguenti raion dell'Ucraina: Ichnianskyi, Prylutskyi, parzialmente Sribnianskyi e Varvynskyi (tutti situati nell'oblast' di Černihiv) e anche Pyriatynskyi, Chornukhynskyi e Lubenskyi dell'oblast' di Poltava. Sul fiume sono situate le città di Pryluky, Pyrjatyn e altri centri abitati.
Il fiume nasce da una torbiera vicino al villaggio di Rozhnivka (oblast' di Černihiv).

### Affluenti
Affluenti principali del fiume sono:
- destra:
  - Perevid

- sinistra:
  - Ichen'ka
  - Smazh
  - Lysogir